# Peziza violacea
Peziza violacea är en svampart som beskrevs av Pers. 1797. Peziza violacea ingår i släktet Peziza och familjen Pezizaceae.   Inga underarter finns listade i Catalogue of Life.